# Wizyta u April
Wizyta u April (tytuł oryg. Pieces of April) – film fabularny produkcji amerykańskiej z 2003 roku.

## Fabuła
April Burns stała się wyrzutkiem rodziny, z którym nie chce mieć kontaktu nawet rodzicielka. Zamieszkała wraz z czarnoskórym chłopakiem Bobbym w slumsach Nowego Jorku. Zbliża się Dzień Dziękczynienia i postanawia ją odwiedzić rodzina wraz z dawno niewidzianą, śmiertelnie chorą matką. Los i ludzie utrudniają młodej April przygotowanie świątecznego indyka, a rodzina jadąc samochodem zaczyna wątpić w dobre chęci dziewczyny. Czy mimo to kolacja się odbędzie?
Film zawiera wiele metafor odnośnie do życia każdego człowieka i stosunków ludzi do siebie nawzajem. Okazuje się, że nawet znalezienie kogoś, kto użyczy piekarnik do upieczenia indyka, może stać się wyzwaniem.

## Obsada
- Katie Holmes – April Burns
- Patricia Clarkson – Joy Burns
- Oliver Platt – Jim Burns
- Derek Luke – Bobby
- Alison Pill – Beth Burns
- Sean Hayes – Wayne
- Sisqó – Latrell

## Nagrody i nominacje
Oscary za rok 2003
- Najlepsza aktorka drugoplanowa – Patricia Clarkson (nominacja)

Złote Globy 2003
- Najlepsza aktorka drugoplanowa – Patricia Clarkson (nominacja)

Nagroda Satelita 2003
- Najlepsza aktorka drugoplanowa w komedii/musicalu – Patricia Clarkson
- Najlepsza aktorka w komedii/musicalu – Katie Holmes (nominacja)